# Liste des îles de Grèce
Cet article est une liste des îles de Grèce.
La Grèce compte un nombre considérable d'îles dont l'estimation va de 1 200 à 6 000 en fonction du critère retenu (minimum de superficie) dans le décompte. Le nombre d'îles habitées se situe entre 166 et 227.

## Par superficie
Ce tableau regroupe les dix principales îles grecques, classées par superficie décroissante.
|    | Nom        | Zone           | Superficie (km²) |
| -- | ---------- | -------------- | ---------------- |
| 1  | Crète      | Crète          | 8 261            |
| 2  | Eubée      | Mer Égée       | 3 655            |
| 3  | Lesbos     | Mer Égée       | 1 641            |
| 4  | Rhodes     | Dodécanèse     | 1 410            |
| 5  | Chios      | Mer Égée       | 822              |
| 6  | Céphalonie | Îles Ioniennes | 775              |
| 7  | Corfou     | Îles Ioniennes | 641              |
| 8  | Lemnos     | Mer Égée       | 482              |
| 9  | Samos      | Mer Égée       | 477              |
| 10 | Naxos      | Cyclades       | 436              |

## Par localisation géographique

### Crèteet alentours
- Ágria Gramvoúsa
- Chrysí
- Crète
- Dia
- Dragonáda
- Elása
- Gavdopoúla
- Gavdos
- Gianysáda
- Haghia Pantes
- Kárga
- Mochlos
- Souda
- Paximadia
- Psira
- Spinalonga
- Agía Iríni

### Mer Égée

#### Cyclades
- Amorgós
- Anafi
- Andros
- Antiparos
- Antimilos
- Délos
- Donoussa
- Folégandros
- Ios
- Iraklia
- Kéa
- Keros
- Kimolos
- Epano et Kato Koufonissi
- Kythnos
- Milos
- Mykonos
- Naxos
- Paros
- Psathonisi
- Psathonisi
- Santorin
- Schinoussa
- Sérifos
- Sifnos
- Sikinos
- Syros
- Tinos

#### Dodécanèse

##### Îles principales
- Astypalée
- Kalymnos
- Karpathos
- Kassos
- Kastellórizo
- Kos
- Leros
- Nissiros
- Patmos
- Rhodes
- Symi
- Tilos

##### Îles mineures
- Agathonisi
- Alimniá
- Arki
- Armathia
- Astakída
- Kassos
- Chálki
- Farmakonisi
- Gyali
- Kalólimnos
- Kínaros
- Lévitha
- Lipsi
- Nímos
- Ofidoússa
- Pserimos
- Psyttália
- Ro
- Saria
- Syrna
- Telendos
- Tria Nisia
- Zafora

#### Saroniques
- Égine
- Hydra
- Poros
- Spetses
- Angistri
- Salamine
- Dokos
- Spetsopoula
- Ágios Geórgios

#### Sporades
- Alonissos
- Gioura
- Kyra Panagia (Pelagos)
- Peristera
- Piperi
- Psathonisi
- Psathoura
- Sarakinó
- Skántzoura
- Skópelos
- Skiathos
- Skyropoúla
- Skyros
- Valaxa

#### Autres îles
- Ágios Efstrátios
- Anticythère
- Chios
- Cythère
- Élafónisos
- Fourni, Thymaina, Aghios Minas
- Ikaria
- Inoussès
- Lesbos
- Lemnos
- Porí
- Psará et Antipsara
- Ro
- Samos
- Samothrace
- Sfaktiria
- Thasos

### Mer Ionienne

#### Îles Ioniennes

##### Îles principales
- Céphalonie
- Corfou
- Ithaque
- Leucade
- Paxos
- Zante

##### Îles secondaires
- Antipaxos
- Kalamos
- Kastós
- Kythros
- Méganissi
- Petalou
- Skorpios
- Thilia
- Vído

##### Groupes d'îles
- Îles Échinades (Oxía, Petalás, Prováti, Drakonéra, Vrómonas, Mákri)
- Îles Diapontiques (Érikoussa, Mathraki, Othoni)
- Strophades
- Taphos
- Îles (province romaine)